# Hochschularchiv der ETH Zürich
Das Hochschularchiv der ETH Zürich ist zuständig für die Sicherung, Erschliessung und Vermittlung von Unterlagen der 1855 gegründeten ETH Zürich und des ETH-Rates. Daneben betreut es Privatnachlässe von Wissenschaftlern und Gesellschaften, die mit der ETH Zürich verbunden sind. Seine Bestände dienen der Erforschung nationaler wie internationaler Wissenschafts-, Hochschul- und Technikgeschichte. Biographische Dossiers und weitere Dokumentationen ergänzen die Archivbestände.
Das Hochschularchiv der ETH Zürich wurde auf der Grundlage des 1998 verabschiedeten Schweizerischen Bundesgesetzes über die Archivierung (BGA) gegründet. Archivbestände aus privaten Nachlässen aber auch aus der Verwaltung der ETH Zürich, die bereits in den vorangegangenen Jahrzehnten der ETH-Bibliothek übergeben worden waren, wurden in das Hochschularchiv integriert.

## Inhaltliche Schwerpunkte

### Institutionelle Bestände
Die institutionellen Bestände reichen bis in die Zeit der Gründung des Eidgenössischen Polytechnikums (heute ETH Zürich) von 1855 zurück. So finden sich im Historischen Schulratsarchiv (1854–1992) die Protokolle und Akten des langjährigen Leitungsgremiums der ETH Zürich. Dieser Bestand wird über die Archivierung der Unterlagen des ETH-Rats als Nachfolgebehörde (seit 1993) fortgeführt. Aus den untergeordneten Organisationseinheiten (von den Departementen über Institute bis zu einzelnen Lehrstühlen) werden u. a. archivwürdige Verwaltungsunterlagen, Sitzungsprotokolle, Unterlagen zu Forschungsprojekten oder Kongressberichte archiviert. Das Hochschularchiv der ETH Zürich archiviert neben analogen Unterlagen auch digitale Daten so zum Beispiel historische Webseiten im Webarchiv der ETH Zürich.

### Privatarchive
Die vorhandenen Privatarchive ergänzen das institutionelle Archivgut. Die einzelnen Bestände umfassen Unterlagen wie Vorlesungsmanuskripte und -nachschriften, unveröffentlichte Manuskripte, Feld- und Tagebücher, Skizzenbücher, Konstruktionszeichnungen und reichhaltige wissenschaftliche Korrespondenzen. In den Privatarchiven vertreten sind u. a. Ingenieure (z. B. Karl Culmann, Robert Maillart, Aurel Stodola), Naturwissenschaftler (z. B. Albert-Einstein-Dokumentation von Carl Seelig, Vladimir Prelog, Leopold Ruzicka, Rudolf Wolf), Mathematiker (z. B. Paul Bernays, Heinz Hopf, Hermann Weyl, Eduard Stiefel, George Pólya) aber auch Psychologen (z. B. Arbeitsarchiv von C. G. Jung). Die Archive einzelner wissenschaftlicher Gesellschaften und der ETH Zürich nahe stehender Vereinigungen runden diese Bestandesgruppe ab.

### Bestandesergänzungen
Ein ergänzender Schwerpunkt liegt auf themenbezogenen Beständen (z. B. Archiv zur Geschichte der Kernenergie in der Schweiz) und Sammlungsgut zur Hochschul- und Wissenschaftsgeschichte.

## Recherche / Digitale Angebote
Das Archiv stellt folgende Online-Recherchemöglichkeiten und -Zugänge zur Verfügung:
- Online-Recherche in den Erschliessungsinformationen des Archivs (laufende Erweiterung)[2]
- Zugang zu digitalisierten Archivbeständen (Verbundplattform, laufende Erweiterung)[3]
- Zugang zu den Sitzungsprotokollen des Schweizerischen Schulrats im Volltext[4]
- Nachlassverzeichnisse: Ältere Findmittel (PDFs) zu ausgewählten Nachlässen
- Archivalien von und zu Albert Einstein in biografischem Kontext[5]